# Лорелай (Marvel Comics)
Лорелай (нім. Lorelei) — персонаж коміксів, виданих американським видавництвом Marvel Comics. За назву було взяте ім'я дівчини-красуні з германо-скандинавської міфології, яка жила на скельному мисі на річці Рейн і своїми піснями заманювала рибалок на смерть.
Лорелай з'явилася в першому сезоні телевізійного серіалу «Агенти Щ. И.Т.», де цю роль зіграла Єлена Сатіне.

## Історія публікації
Лорелай була вигадана Волтом Сімонсом і вперше з'явилася в коміксі «Thor» #337 (листопад 1983).
Згодом вона з'являлася в «Thor» #338-350 (грудень 1983-грудень 1984), «Thor» #354-355 (квітень-травень 1985), #357-359 (липень-вересень 1985), #363 (січень 1986), #367-368 (травень-липень1986), «The Official Handbook of the Marvel Universe» #7 (червень 1986), «Thor» #383 (вересень 1987), #398-400 (грудень 1988-лютий 1989), #402 (квітень 1989), «Black Knight» #3 (серпень 1990), «Thor» #438 (листопад 1991), #440 (грудень 1991), #476 (липень 1994), #485 (квітень 1995), «Journey into Mystery» #509-511 (травень-серпень 1997), «The Defenders» #1-4 (березень-червень 2001), «Loki» #1 (січень 2004), та «Thor: Son of Asgard» #5 (9 червень 2004).

## Вигадана біографія
Лорелай — асґардійська чарівниця, яка володіє здатністю зачаровувати чоловіків своїм голосом. Вона є молодшою сестрою більш відомої Чарівниці, і у двох сестер складні стосунки. Якщо Чарівницю часто зображують як лиходійку, то Лорелай — скоріше антигероїня, яка використовує свої здібності, щоб маніпулювати чоловіками заради власної вигоди.
Лорелай народилася в Асґарді, царстві богів, і виросла разом зі своєю сестрою Аморою, Чарівницею. У дитинстві вона виявила природний талант до магії та була навчена сестрою мистецтву чаклунства. Однак Лорелай ніколи не задовольнялася тим, що була просто послідовницею, і незабаром почала експериментувати з власними силами.
У підлітковому віці Лорелай покинула Асґард і почала мандрувати Дев'ятьма царствами, використовуючи свої сили, щоб маніпулювати чоловіками та здобувати багатство і владу. Вона стала відомою як спокусниця, використовуючи свій голос, щоб зачаровувати чоловіків і змушувати їх виконувати її волю. Однак її розкішне життя обірвалося, коли вона потрапила в полон до бога грому Тора та його союзників.
Під час ув'язнення до Лорелай звернувся Локі, який запропонував їй втечу в обмін на допомогу в його планах. Лорелай погодилася і вони стали часто співпрацювати, використовуючи свої спільні сили, щоб сіяти хаос в Асґарді та інших світах.
Попри свої лиходійські вчинки, Лорелай час від часу демонструє м'якшу сторону. У неї складні стосунки з сестрою Аморою, і вона час від часу допомагала Тору та його союзникам, коли це відповідало її цілям. В одній пам'ятній сюжетній лінії Лорелай навіть закохалася в смертне альтер его Тора, доктора Дональда Блейка, і ненадовго відвернулася від свого злочинного життя.